# Röthenbach (Ach)
Der Röthenbach ist ein Zufluss des Staffelsees in Oberbayern.

## Verlauf
Der Röthenbach entsteht bei Uffing am Staffelsee an einer Molasserippe der Murnauer Mulde. Südseitig selbiger verläuft er weitgehend im Naturschutzgebiet Westlicher Staffelsee mit Angrenzenden Mooren, bevor er von dort nordwestseitig in den See mündet.